# 日本ポリアミン学会
日本ポリアミン学会（The Japanese Society of Polyamine Research）は、年会の開催によって研究発表、研究交流の機会を提供するとともにポリアミン研究に関する情報発信、若手研究者の育成、多分野の研究者との交流促進を目指しており、ポリアミンに関する研究の発展を図り、人類の福祉に貢献することを目的としている学会である。

## 設立経緯
ポリアミンは、多彩な生物活性を持つ生体分子であり、1970年代にがん患者の尿中に増加することが報告されて以来、多くの基礎科学者や医学者の関心を集め、がんだけでなく、発生、代謝、脳機能、生体防御、老化などにおけるポリアミンの制御機能が明らかにされてきた。同時に動植物や微生物におけるポリアミンの特別な機能の発見や、その物性を利用した産業応用まで、ポリアミン研究は着実に進展してきた。ポリアミンの生物学的意義の解明、がんなどの疾患に対する診断や治療を目指した臨床への応用、さらに食品開発による予防医学的利用など、ポリアミンに関する最先端の研究について広く議論できる学会の必要性に応えるために設立された。

## 沿革
日本ポリアミン学会は、2009年11月に設立された。日本ポリアミン研究会を前身としており、日本のポリアミン研究をさらに振興するために学会に発展させたものである。

## 年会
日本ポリアミン学会年会は、毎年開催されており、化学、生物学、医学、歯学、薬学、農学、工学など多岐にわたる分野の研究者が参加して、ポリアミンについての活発な研究交流を行うための学術集会である。

## 出版物
学会誌として学術誌 "Polyamine" を発行している。